# أوسكار فاليسلي
أوسكار فاليسلي Oscar Valicelli؛ أحد الممثلين الأرجنتينيين للسينما والمسرح والراديو الذي ولد في بوينس ايرس في الأول من تموز / يوليو 1915 وتوفي في نفس المدينة في 11 تشرين الأول / أكتوبر 1999.

## بداية نشاطه المهني
وكان عمه كارلوس فاليتشيلي Carlos Valicelli قد دمج شركة سينيتس فرانكو-فاليسلي حيث  شارك في مشروع مع خوسيه فرانكو، والد الممثلة ايفا فرانكو Eva Franco.
في عام 1937، بعد أن درس في مدرسة كارلوس بيلغريني للتجارة، أخذ فاليسلي خطواته الأولى على المسرح المسرحي، وفي نفس العام قدم أول فيلم له تحت إشراف التشيلي تيتو ديفيسون Tito Davison في فيلم Murió el Sargento Laprida.

## حياته المهنية
في عام 1939 قام ببطولة Y mañana serán hombres وفي عام 1940؛ Nosotros los muchachos؛ وفي عام 1942 قام بLa maestrita de los obreros، من إنتاج ألبرتو دى زافاليا Alberto de Zavalía، إلى جانبمع ديليا غارسيس Delia Garcés، الفيلم الذي من شانه ان يعطيه شعبيته الأكثر انتشارا.
وقد بدأ في الإذاعة عام 1939 في برنامج ترعاه وظهر في العام التالي على راديو Splendid في نادي الصداقة مع ميرثا Mirtha وسيلفيا يجراند Silvia Legrand، وعلى راديو بيلجرانو Radio Belgrano مع مع نيليدا بلباو Nélida Bilbao وسلفادور لوتيتوSalvador Lotito..
في المسرح الدي شكله مع ميغيل فاوست روشا Miguel Faust Rocha، وإيما غراماتيكا Emma Gramática، وأنجلينا باغانو Angelina Pagano وريكاردو باسانو Ricardo Passano. في الأربعينيات من القرن الماضي، كان فاليسلي، قد أثبتت قدرته على الكوميديا والدراما.
بالإضافة إلى التمثيل في البلاد، قام بجولة في جميع أنحاء أمريكا الوسطى وإسبانيا.
في منتصف العقد من عام 1960 عمل في العديد من الأفلام مع إيزابيل سارلي Isabel Sarli وإخراج أرماندو بو Armando Bo مثل: La tentación desnuda؛ La señora del intendente؛ Carne؛ Desnuda en la arena y Fuego. كان آخر فيلم له في فيلم La Mary؛ مع Daniel Tinayre مع Susana Giménez و Carlos Monzón.
في التلفزيون شارك في El flequillo de Balá بطولة كارلوس بالا Carlos Balá، وعملت فاليسلي كمقدم ل " El circo de Marrone".
في نهاية حياته، فإن الرابطة الأرجنتينية للجهات الفاعلة منحه جائزة Podestá . وتعاون قبل وفاته ببضعة أيام في بوينس آيرس في 11 أكتوبر / تشرين الأول 1999 كمنظم في "El rincón de Hugo del Carril".

## أفلامه
- La Mary (1974) dir. Daniel Tinayre …Ubaldo
- Balada para un mochilero (1971) dir. Carlos Rinaldi …El Moncho
- Desnuda en la arena (1969) dir. Armando Bo
- Fuego (1968) dir. Armando Bo …Mecánico
- Carne (1968) dir. Armando Bo …Jacinto
- La señora del Intendente (1967) dir. Armando Bo …Policía
- La tentación desnuda (1966) dir. Armando Bo …Junquero 1
- Pesadilla (1963) dir. Diego Santillán …Enfermero
- La cigarra no es un bicho (1963) dir. Daniel Tinayre
- El rufián (1961) dir. Daniel Tinayre …Ángel
- Luna Park (1960) dir. Rubén W. Cavallotti
- La bestia humana (1957) dir. Daniel Tinayre …Amigo de Pedro
- Los torturados (1956) dir. Alberto Dubois …Raúl
- Estrellas de Buenos Aires (1956) dir. Kurt Land
- Mujeres en sombra (1951) dir. Catrano Catrani
- Sacachispas (1950) dir. Jerry Gómez
- Campeón a la fuerza (1950) dir. Juan Sires y Enrique Ursini
- Diez segundos (1949) dir. Alejandro Wehner y Carlos D'Agostino
- Vidalita (1948) dir. Luis Saslavsky
- Maridos modernos (1948) dir. Luis Bayón Herrera
- El que recibe las bofetadas (1947) dir Boris H. Hardy …Alfredo
- Éramos seis (1945) dir. Carlos Borcosque
- Llegó la niña Ramona (1943) dir. Catrano Catrani
- Su hermana menor (1943) dir. Enrique Cahen Salaberry
- Malambo (1942) dir. Alberto de Zavalía
- Ceniza al viento (1942) dir. Luis Saslavsky
- Vacaciones en el otro mundo (1942) dir. Mario Soffici
- Cada hogar, un mundo (1942) dir. Carlos Borcosque
- La maestrita de los obreros (1942) dir. Alberto de Zavalía
- Soñar no cuesta nada (1941) dir. Luis César Amadori
- Mamá Gloria (1941) dir Richard Harlan
- Cuando canta el corazón (1941) dir Richard Harlan…Pedrito
- Nosotros…los muchachos (1940) dir. Carlos Borcosque
- Los ojazos de mi negra (1940) dir. Eduardo G. Ursini
- Cita en la frontera (1940) dir. Mario Soffici
- Con el dedo en el gatillo (1940) dir. Luis Moglia Barth…Américo
- Fragata Sarmiento (1940) dir. Carlos Borcosque
- ...Y mañana serán hombres (1939) dir. Carlos Borcosque …Lorenzo Fernández, "El Loro"
- Atorrante (La venganza de la tierra) (1939) dir. Enrique de Rosas
- Alas de mi patria (1939) dir. Carlos Borcosque
- Mandinga en la sierra (1939) dir. Isidoro Navarro
- Murió el sargento Laprida (1937) dir. Tito Davison…Antoñito

## وصلات خارجية
- أوسكار فاليسلي على موقع IMDb (الإنجليزية)
- أوسكار فاليسلي على موقع قاعدة بيانات الفيلم (الإنجليزية)